# Йованович, Пая
Павел (Пая) Йованович (серб. Павле «Паја» Јовановић; 16 июня 1859, Вршац — 30 ноября 1957, Вена) — сербский художник. Как представитель академического реализма, Пая Йованович поддерживал традиции академической живописи, несмотря на глобальные изменения, мировые войны, социальные катаклизмы — исчезал мир империй и выдвигался новый порядок революционных, а затем социалистических государств. Пая Йованович был и остаётся одним из самых известных сербских художников. Его интерес к национальной жизни, к историческим сюжетам оказал влияние на образование в области культуры и искусства, на национальное самосознание сербов, их патриотизм.

## Биография
Будущий художник родился в городе Вршац Южно-Банатского округа (ныне Воеводина, Сербия), принадлежавшего в то время Габсбургской монархии, которая в 1867 году стала именоваться Австро-Венгрией. Отец — Стефан Йованович, первым браком был женат на Эрнестине Деот. Она умерла в 1863 году, оставив трех сыновей — Павле (Пая), Светислава и Милана. На следующий год Стефан Йованович женился во второй раз на Марии де Понти, которая родила ему ещё пятерых детей — четверых сыновей (Александра, Джуру, Ивана, Тинку) и дочь Софью, умершую во младенчестве. В молодости занимавшийся торговлей отец большого семейства открыл фотоателье в центре Вршца.
После окончания начальным школы Пая поступил в местную гимназию, но на занятиях не отличался прилежанием. Вместо этого он с большим удовольствием он оставался в фотоателье отца, где познакомился с приёмами фотографирования и ретуши.
В это время во Вршце он мог видеть работы нескольких местных художников — иконописца Арсения Теодоровича (1767—1826), Павла Джурковича, расписавшего иконостас в Соборной церкви Вршца (1772—1830), Йована Поповича (1810—1864). Пая подружился с сыном Й. Поповича, вместе они стали копировать работы старых мастеров, изучали живопись, делали первые наброски.
Так Пая начал рисовать, поначалу тайно, проводя часы в Соборной церкви. Скоро ему представился случай проявить свой талант. В общине Вршца было решено заново отлить колокола, и нужно было нарисовать копию иконы из церкви для создания рельефа на теле колокола. Пая блестяще справился с заданием и получил этот заказ, ставший своеобразным пропуском в мир живописи и негласным разрешением поступить в Венскую академию художеств. Ему было 14 лет.
Завершив гимназический курс и посещая художественную школу профессора Малхолдса, в 1877 году Пая поступил в Венскую академию художеств, которая переживала свой расцвет. При поддержке императора Франца-Иосифа I Академия получила статус высшего художественного учебного заведения страны, в 1877 году закончена постройка нового здания Академии на Рингсштрассе, в котором она располагается по сей день. В Академии была проведена реформа обучения студентов — введено разделение на общие и специальные предметы. Среди специальных появились классы исторической живописи, пейзажа, графики, скульптуры, архитектуры, как профильные. За основу при этом была взята модель Дюссельдорфской академии художеств, которая позволяла создавать небольшие группы студентов в классах и обеспечивать им лучшие условия для консультаций с мастером (профессором) и совершенствования мастерства.
Пая Йованович записался в класс исторической живописи, который вёл профессор Кристиан Грипенкерль. 21 июля 1880 Пая Йованович получил диплом, подтверждающий, что он успешно окончил этот курс. На первом году обучения Пая Йованович претендовал на стипендию мецената Христофора Фифмана в 300 флоринов, но её получил учившийся курсом старше Урош Предич, также ставший впоследствии известным художником. На следующий год Йованович получил более скромную стипендию в 200 флоринов от мецената Гаврилы Романовича, которая выплачивалась ему до 1883 года. После окончания обучения у Грипенкерля, Пая 3 года провёл в классе исторической живописи профессора Леопольда Карла Мюллера, который стяжал славу ориентальными композициями, успешно продававшимся в картинных галереях по всей Европе.
Пая Йованович много путешествовал — в своих странствиях по Балканам он находил вдохновение для своих работ. Будучи студентом Венской академии художеств он путешествовал по побережью Черногории, был в Албании, Боснии, восточной и южной Сербии. Он много работал над эскизами и интересовался повседневной жизнью и обычаями балканских народов. Он старался детально зарисовывать костюмы, украшения, оружие. Большое внимание уделял и окружающим его пейзажам. По окончании первого года обучения в классе Мюллера, картина «Раненый черногорец» показана на отчётной выставке и Пая Йованович получил вторую премию. На следующий год Пая Йованович представил картину «Гусляр» и снова получил премию.

## Художественная карьера и признание
После окончания Академии перед Йовановичем встал выбор, как дальше распорядиться своей судьбой — он мог вернуться в родные края, по примеру Уроша Предича. Однако в этом случае он остался бы региональным балканским художником, при том, что в конце XIX века сербская живопись в основном сводилась к иконописи и росписи церквей, из светской живописи некоторой популярность пользовались разве что портреты. Другой путь — остаться в одной из европейских столиц живописи — Вене и создавать карьеру академического художника. Успехи Йовановича в его последние годы обучения, а также его амбициозность обусловили выбор второго варианта. Пая Йованович работал в Вене, Мюнхене, Париже, Лондоне, где написал многочисленные портреты.
В Лондоне Йованович познакомился с галеристом Томасом Уоллисом, с которым сотрудничал до 1889 года. По предложению Уоллиса художник снова отправился в путешествие по Балканам — в 1885 году побывал в Черногории, а в 1886 отправился ещё дальше — посетил северную Африку, Марокко и Египет. Затем Йованович переехал в Париж и начал сотрудничать с галеристом Артуру Туту. Полотна художника пользовались популярностью — Пая Йованович неоднократно награждался премиями. В 1889 году на выставке в Вене картина «Петушиный бой» получила золотую медаль. На государственной выставке в Париже картина «Коронация царя Душана» также была удостоена золотой медали. На юбилейной выставке, состоявшейся в Вене в 1908 году Пая Йованович получил почётный диплом министерства культуры Австрии.

## Список картин
| Название                          | Оригинал                                       | Год       | Примечания |
| --------------------------------- | ---------------------------------------------- | --------- | --- |
| Раненый черногорец                | серб. Ranjeni Crnogorac                        | 1882      | Первая картина, принесшая художнику успех. Была удостоена первой премии Академии и приобретена магнатом из Будапешта за 1000 форинтов. Холст, масло; 186×114см (Галерея Матицы сербской, Нови-Сад)                                                                                              |
| Коронация короля Душана           | серб. Krunisanje Cara Dusana                   | 1900      | Картина была удостоена золотой медали на Всемирной выставке в Париже в 1900 году. Впоследствии было создано несколько вариаций и авторских копий картины. На Первой выставке югославского искусства в Белграде в 1904 году картина заняла первое место за композицию, рисунок и технику.        |
| Таковское восстание               | серб. Takovo ustanak                           | 1895      | |
| Вышивальщица                      | серб. Vezilja                                  |           | |
| Петушиный бой                     | серб. Borba petlova                            |           | Картина удостоена золотой медали на выставке в Вене в 1889 году |
| Переселение сербов                | серб. Seoba srba                               | 1896      | Картина была заказана парламентским комитетом Карловица во главе с Патриархом Сербским Георгием Бранковичем. Было решено увековечить грандиозное Великое переселение сербов во главе с карловицким патриархом Арсением III в 1690 году. В настоящее время хранится в Национальном музее Сербии. |
| Возвращение черногорцев после боя | серб. Povratak cete crnogoraca iz boja         | 1888      | |
| Укротитель змей                   | серб. Ukrotitelj zmija                         |           | |
| Веселая компания в корчме         | серб. Veselo drustvo u krcmi                   | 1890      | |
| Украшение невесты                 | серб. Kicenje neveste                          | 1886      | |
| Фехтование                        | серб. Мачевање                                 |           | |
| Сокольничий                       | серб. Sokolar                                  | 1890      | |
| Женщина перед зеркалом            | серб. Zena pred ogledalom                      |           | |
| Святой Савва мирит братьев        | серб. Sveti Sava miri bracu                    |           | Эпизод из жизни святого Саввы Сербского, прекратившего гражданскую войну между двумя своими братьями Стефаном II Неманичем и Вуканом Зетским. |
| Святой Савва коронует Стефана     | серб. Sveti Sava krunise Stevana prvovenchanog |           | В 1219 году архиепископ Савва Сербский короновал своего брата Стефана православным королём сербов в монастыре Жича. |
| Карагеоргий среди повстанцев      | серб. Karadjordje medju ustanicima             |           | |
| Королевич Марко вершит правосудие | серб. Kraljevic Marko deli prvdu               |           | |
| Кровная месть                     | серб. Krvna osveta                             | 1889-1912 | |
| Боско Югович                      | серб. Boško Jugović                            | 1922      | Картина изображает знаменосца царя, один из девяти братьев Юговичей, героев сербского эпоса, погибших в битве при Косово в 1389 году. |